# Negrilla de Palencia

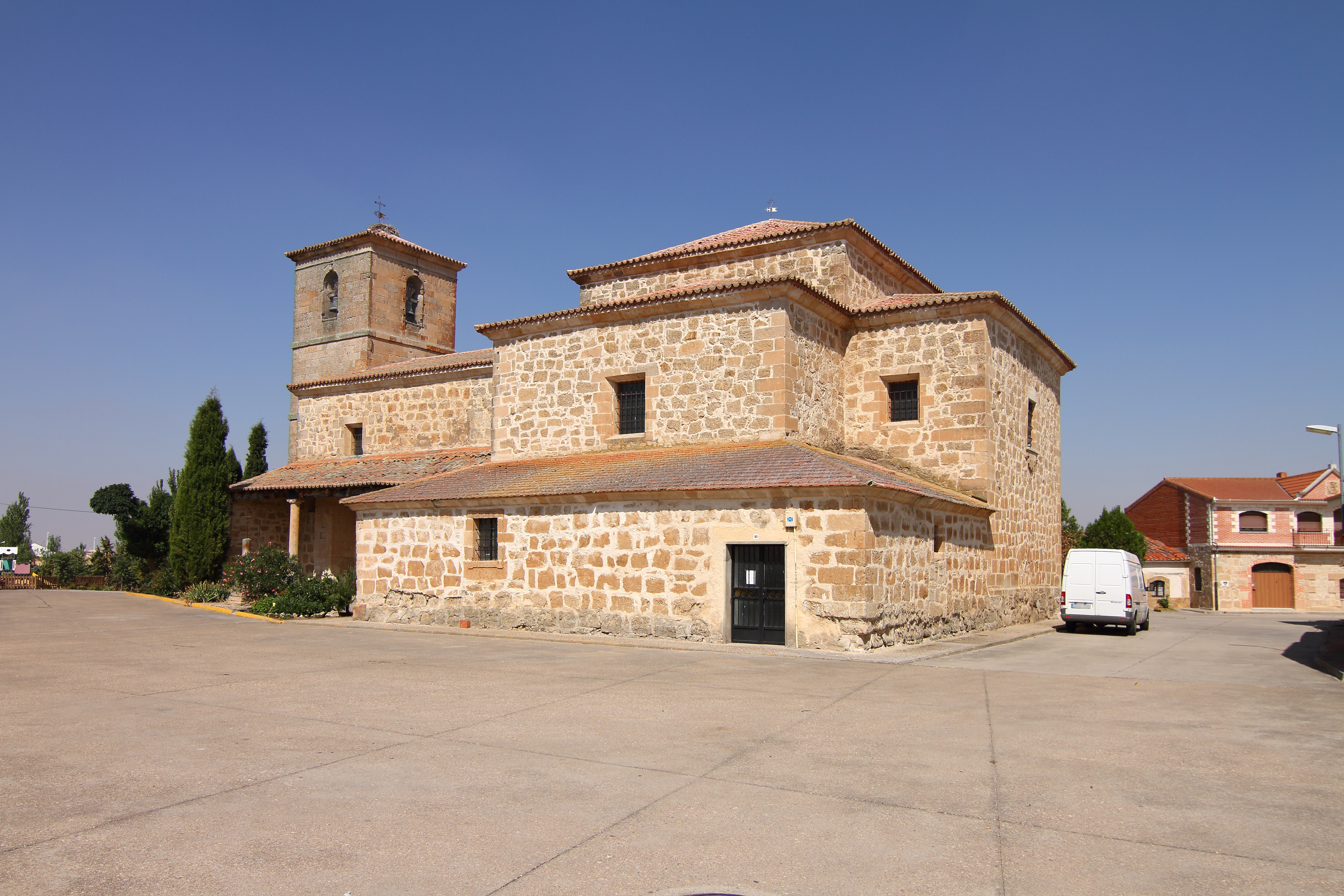
Iglesia de San Bartolomé

Negrilla de Palencia es un municipio y localidad española de la provincia de Salamanca, en la comunidad autónoma de Castilla y León. Se integra dentro de la comarca de La Armuña. Pertenece al partido judicial de Salamanca y a la Mancomunidad La Armuña.
Su término municipal está formado por un solo núcleo de población, ocupa una superficie total de 11,78 km² y según los datos demográficos recogidos en el padrón municipal elaborado por el INE en el año 2017, cuenta con una población de 89 habitantes.

## Toponimia
Aunque viene recogido originalmente como Nigriela en un documento de 1173, en el siglo XIII su nombre ya había derivado hacia el actual, cuando se recoge simplemente como Negrilla, añadiéndosele más tarde el "de Palencia" por situarse junto a Palencia de Negrilla.

## Historia
Fundado por los reyes de León en la Edad Media, Negrilla de Palencia quedó encuadrado en el cuarto de Armuña de la jurisdicción de Salamanca, dentro del Reino de León, atestiguándose su existencia ya en el reinado de Fernando II, al recogerse en un documento fechado el 29 de julio de 1173. Posteriormente, Negrilla de Palencia fue cedido al obispado de Salamanca, pasando a conformar un señorío catedralicio dependiente del obispo salmantino. Con la creación de las actuales provincias en 1833, Negrilla quedó encuadrado en la provincia de Salamanca, dentro de la Región Leonesa.

## Geografía humana

### Demografía
Cuenta con una población de 76 habitantes (INE 2024).
| Gráfica de evolución demográfica de Negrilla de Palencia entre 1842 y 2021                                                                                             |
| |
| Población de derecho según los censos de población del INE Población de hecho según los censos de población del INEEn estos censos se denominaba Negrilla: 1842 y 1857 |

### Transportes
Atraviesa el municipio la carretera SA-601 que permite acceder hacia el noroeste a la autovía Ruta de la Plata que une Gijón con Sevilla y a la N-630, carretera nacional de igual recorrido y hacia el sureste con la autovía de Castilla que permite la unión entre Burgos y Fuentes de Oñoro, en la frontera con Portugal.

## Administración y política

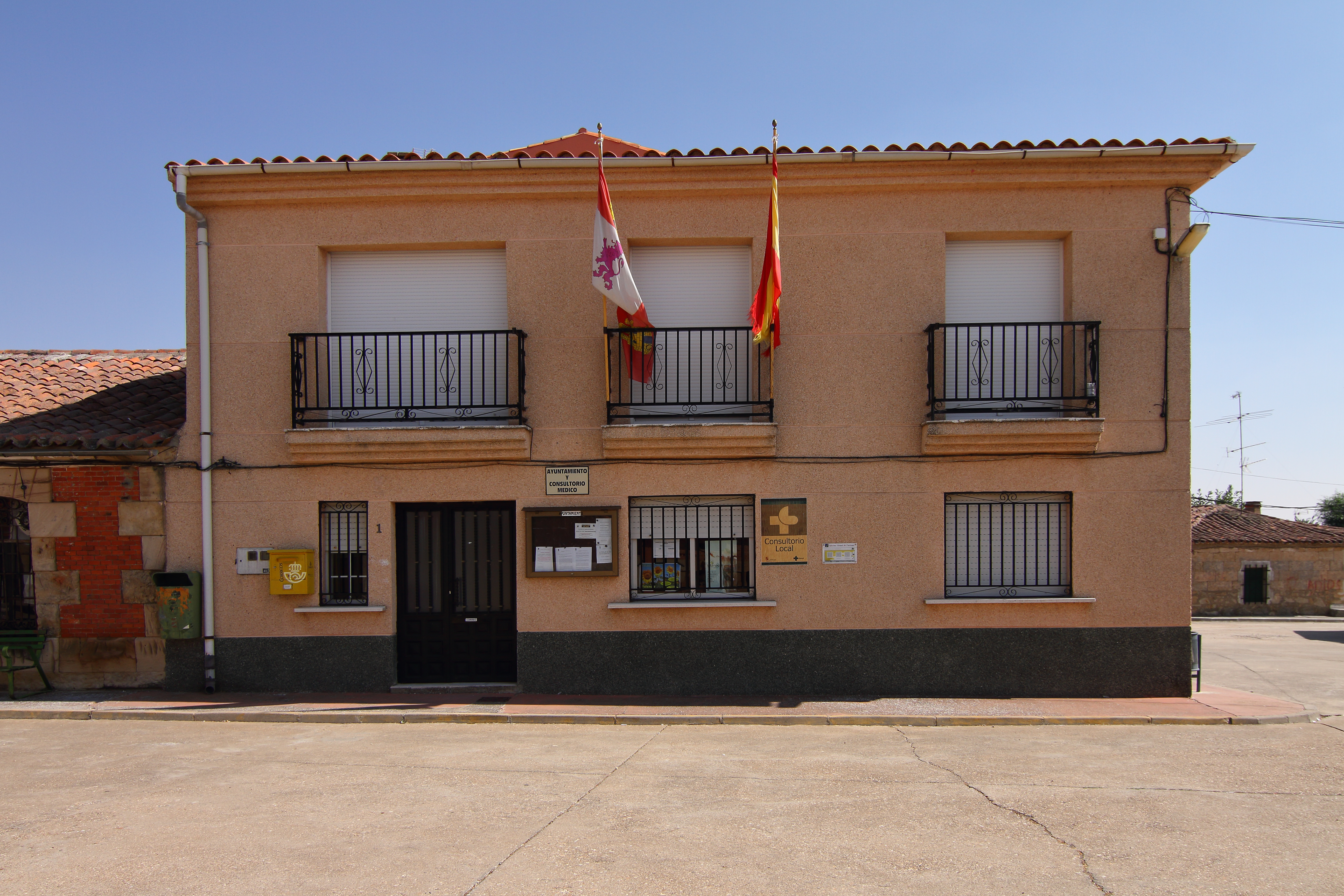
Casa consistorial

| Partido político                         | 2019  | 2019  | 2019       | 2015  | 2015  | 2015       | 2011  | 2011  | 2011       | 2007  | 2007  | 2007       | 2003  | 2003  | 2003       |
| Partido político                         | %     | Votos | Concejales | %     | Votos | Concejales | %     | Votos | Concejales | %     | Votos | Concejales | %     | Votos | Concejales |
| Ciudadanos (Cs)                          | 45,31 | 29    | 2          | 48,10 | 38    | 4          | —     | —     | —          | —     | —     | —          | —     | —     | —          |
| Partido Popular (PP)                     | 31,25 | 20    | 1          | 39,24 | 31    | 1          | 64,65 | 64    | 3          | 64,81 | 70    | 2          | 36,28 | 41    | 2          |
| Partido Socialista Obrero Español (PSOE) | 17,19 | 11    | 0          | 18,99 | 15    | 0          | 27,27 | 27    | 2          | 54,63 | 59    | 2          | 24,78 | 28    | 1          |
| Unión del Pueblo Salmantino (UPSa)       | —     | —     | —          | —     | —     | —          | —     | —     | —          | 19,44 | 21    | 1          | 46,02 | 52    | 2          |

## Patrimonio
- Iglesia de San Bartolomé.